# Мадонна Смирение
Мадонна Смирение (ит. Madonna dell’Umiltà) — иконографический тип изображения Мадонны (Девы Марии), матери Иисуса Христа в западноевропейском искусстве.

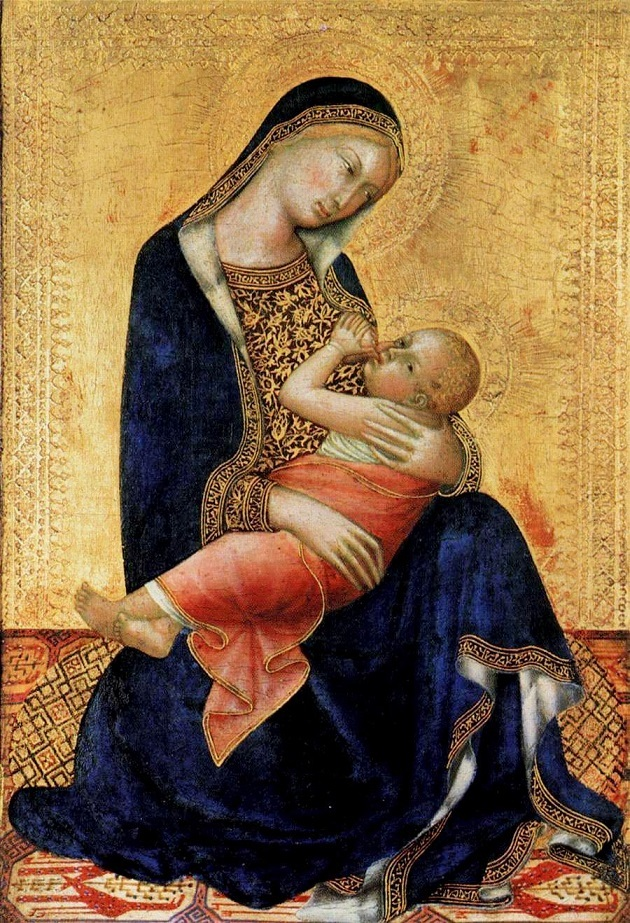
Липпо Мемми. Мадонна Смирение. 1340—1345. Берлин, Картинная галерея

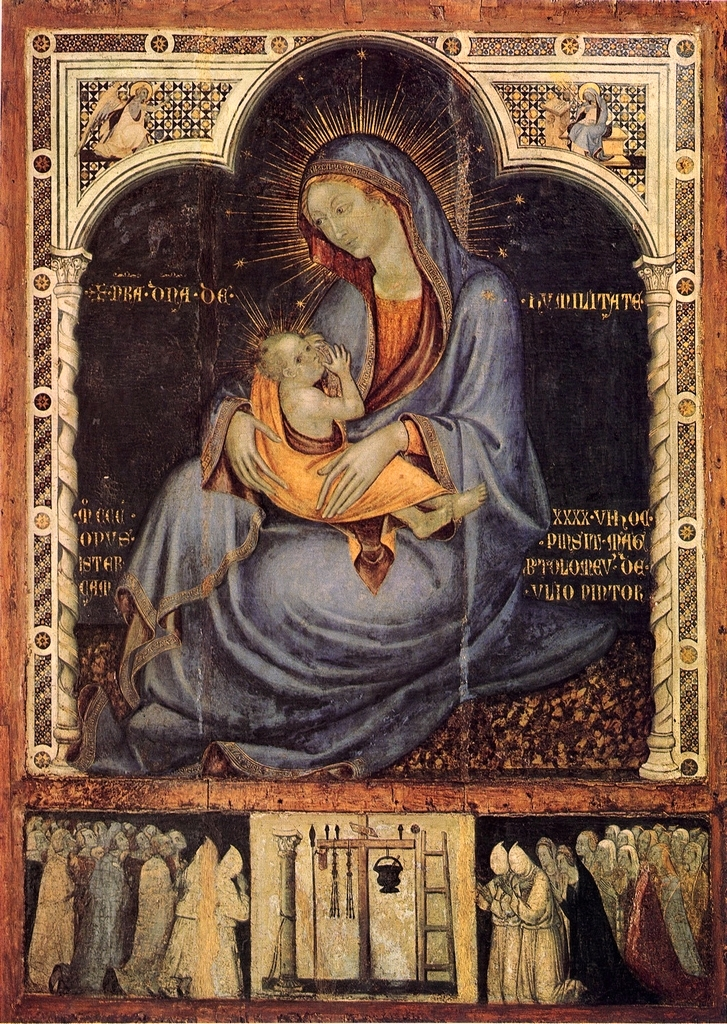
Бартоломео Пеллерано ди Камольи. Мадонна Смирение. 1346. Региональная галерея Сицилии, Палермо

Смирение — одна из основных добродетелей христианства. Христианские теологи с древних времён приводили примеры смиренности Богоматери, почёрпнутые из Священного писания, однако тип изображения Мадонны Смирение сложился в искусстве только в XIV веке.
Религиозное почитание Смирения Девы Марии существовало в Европе уже в XII веке: «Смиренная Мадонна» была важным объектом проповедей Бернара Клервоского и иных видных теологов, и к XIV веку превратилась в один из идеалов христианского почитания, однако её иконографический тип не был известен до тех пор, пока его не создал выдающийся мастер сиенской школы живописи Симоне Мартини. Полагают, что именно он первым в 1340—1343 годах представил пример новой иконографии, изобразив Мадонну Смирение в тимпане собора Нотр-Дам-де-Дом в Авиньоне по заказу кардинала Стефанески (сегодня сохранились только синопии этого изображения). До сих пор неизвестно, что послужило причиной появления первого образа именно в Авиньоне. В качестве возможного повода приводятся трактаты Агостино Трионфо, монаха служившего при папском дворе в период «авиньонского пленения», написанные в 1328 году; в них говорится о благодетельности смирения Мадонны. Вероятно, какие-то политические и религиозные причины привели к необходимости распространения именно этой идеи: благодати смирения.
Приблизительно в тех же 1340—1345 годах родственник Симоне Мартини, художник Липпо Мемми представил свой вариант иконографии (возможно, скопировав у Симоне), а в 1346 году Мадонну этого типа написал Бартоломео Пеллерано ди Камольи (создана для францисканской базилики в Палермо, имеет дату и хранится ныне в Региональной галерее Сицилии, Палермо). Все дальнейшие изображения «Мадонны Смирение», по сути, были вариациями этих ранних образцов.
В отличие от популярного во второй половине XIII — нач. XIV века типа Мадонны «Маэста», где Богоматерь, величественная и торжественная, восседает на троне в царском облачении в сопровождении целой свиты ангелов и святых, «Мадонна Смирение» сидит скромно прямо на земле или на полу на подушке в элегантном облачении, держа на коленях младенца Христа (иногда нежно прижимает его к себе, иногда кормит грудью, иногда младенец держит правую руку поднятой в жесте благословления). На правом плече Мадонны (иногда на обоих плечах) обычно изображалась золотая звезда с множеством лучей — stella maris (лат. «морская звезда»). Это распространённый средневековый атрибут Мадонны, ведущий своё происхождение от христианского гимна IX века Ave Maris Stella (Славься, Звезда морская!), который распевали на религиозных праздниках в честь Богородицы. Назидательный посыл такого изображения заключался в том, что, несмотря на свой высочайший статус Небесной царицы, Мадонна проста, скромна и доступна для простых верующих.
Во второй половине XIV века тип «Мадонны Смирение» широко распространился среди населения городов Италии. Большую роль в деле распространения играл орден доминиканцев, поскольку этот иконографический тип был особенно популярен в его храмах и монастырях; именно доминиканцы заказывали большинство молельных образов такого типа. Сравнительно меньшими были запросы на этот тип Мадонны со стороны бенедиктинцев, но он был популярен и в их среде: например, генерал-приор ордена Камальдульцев Амброджо Траверсари (1386—1439) считал смирение «царицей добродетелей». Превозносили добродетель смирения и францисканцы.
Производством картин с изображением «Мадонны Смирение» занимались практически все ведущие живописцы того времени; на художественном рынке преобладали иконы небольшого размера, которые использовались в качестве молельных образов в частных домах. Для создания образа часто использовались картонные трафареты, с помощью которых воспроизводились основные детали; в остальные вносились некоторые изменения в соответствии с пожеланиями заказчика. Популярность образа продолжалась в Италии весь XV век и пошла на спад только в XVI веке.
В православии существует тип изображения Богородицы «Призри на смирение», однако он не пересекается с западноевропейским типом, имеет свою особую историю происхождения и, соответственно, несколько иное тематическое наполнение, хотя и отталкивается от той же идеи смиренности поведения Богородицы, несмотря на её высочайший религиозный статус.

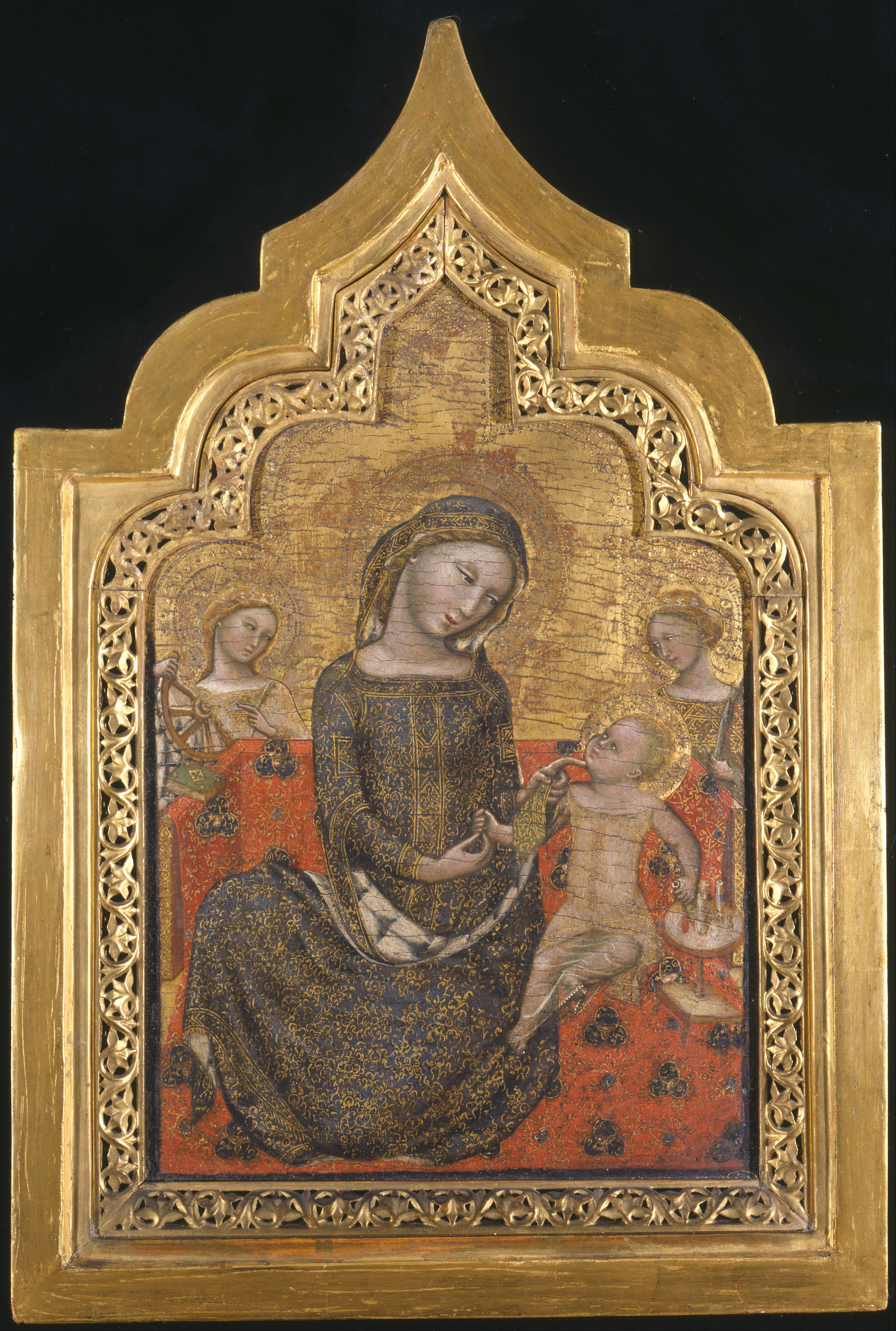
Витале да Болонья. Мадонна Смирение. 1353г, Музей Польди Пеццоли, Милан
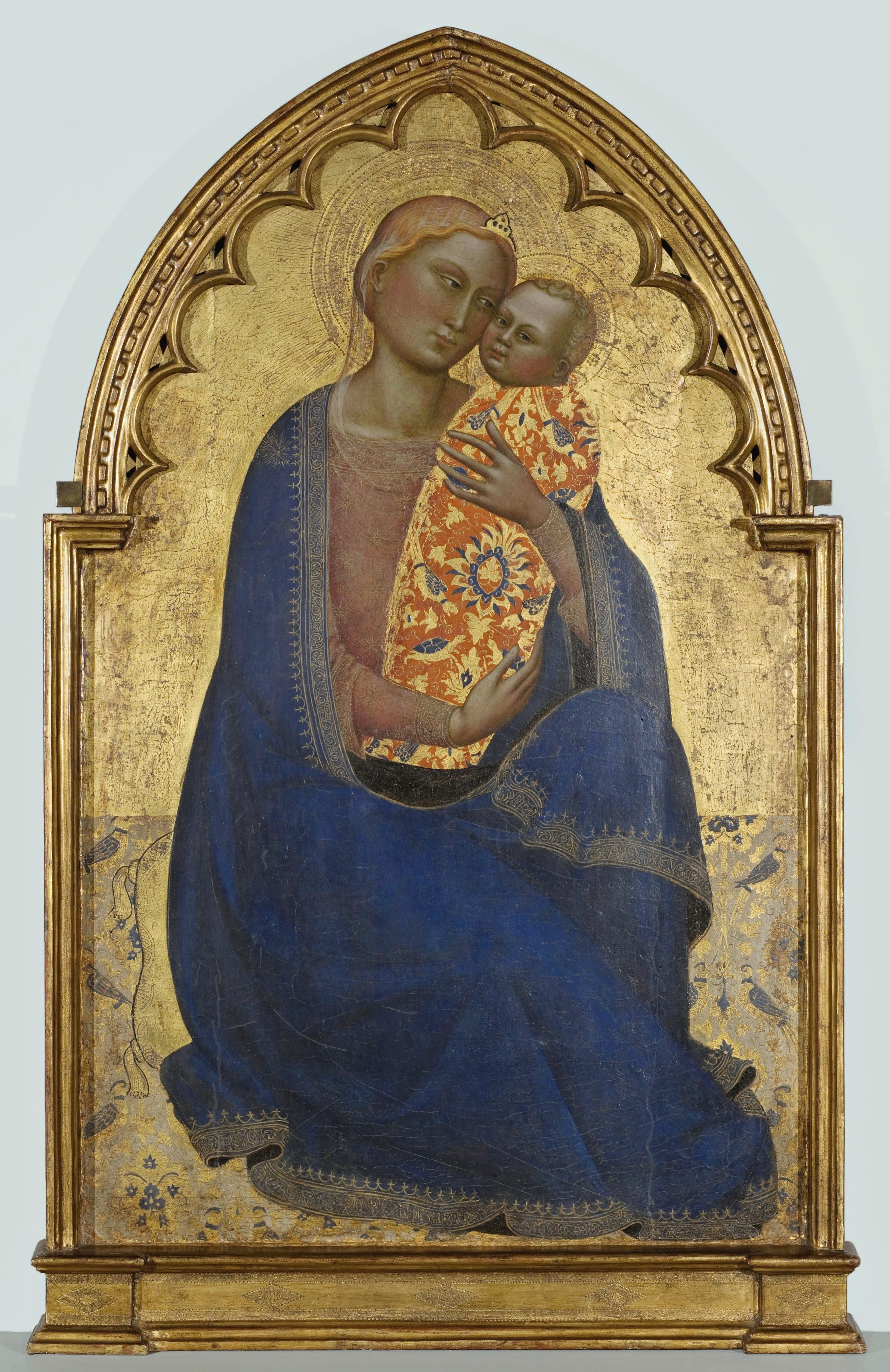
Якопо ди Чоне. Мадонна Смирение. 1365-70гг, Галерея Академии, Флоренция.
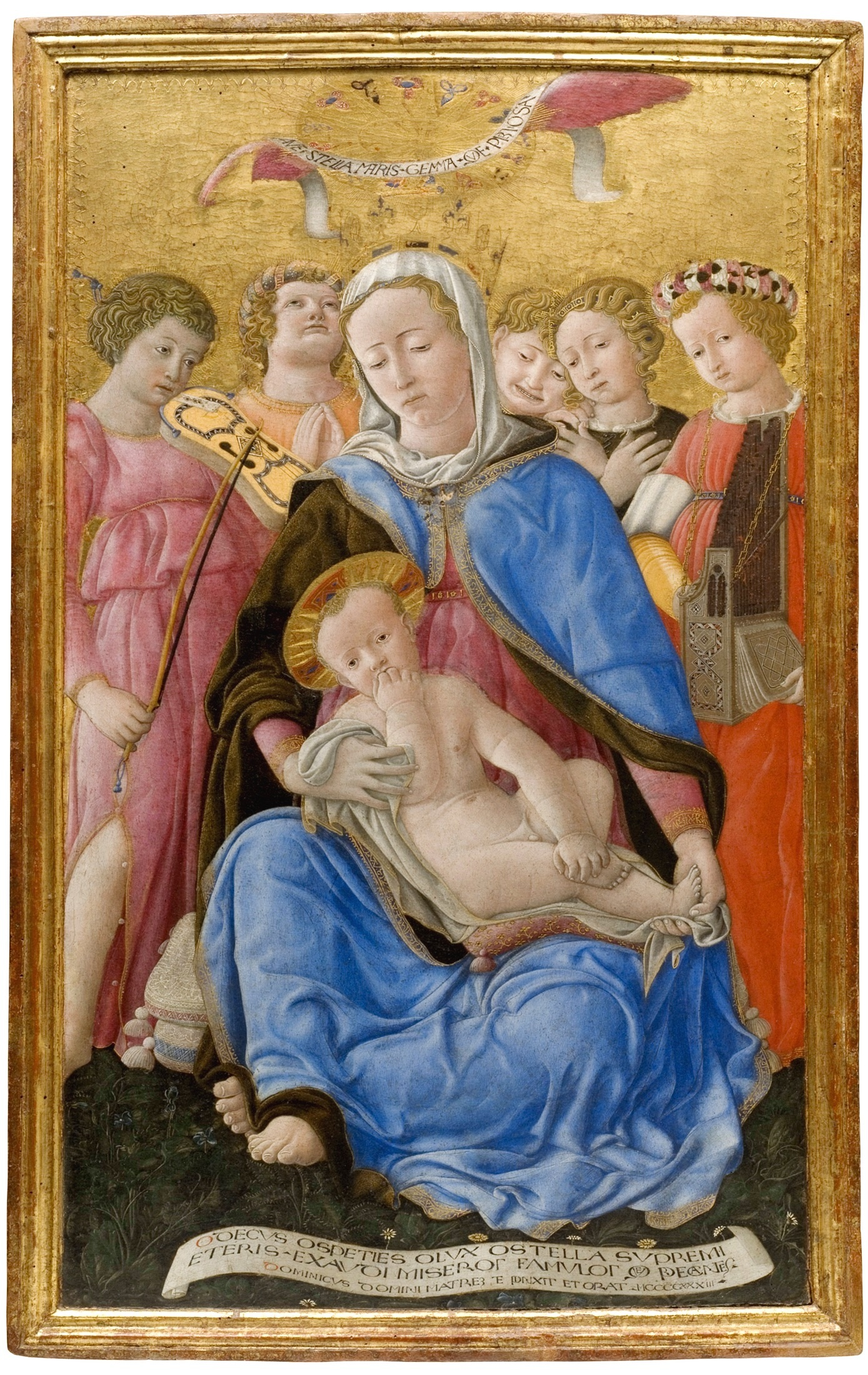
Доменико ди Бартоло. Мадонна Смирение. ок.1400г Пинакотека, Сиена
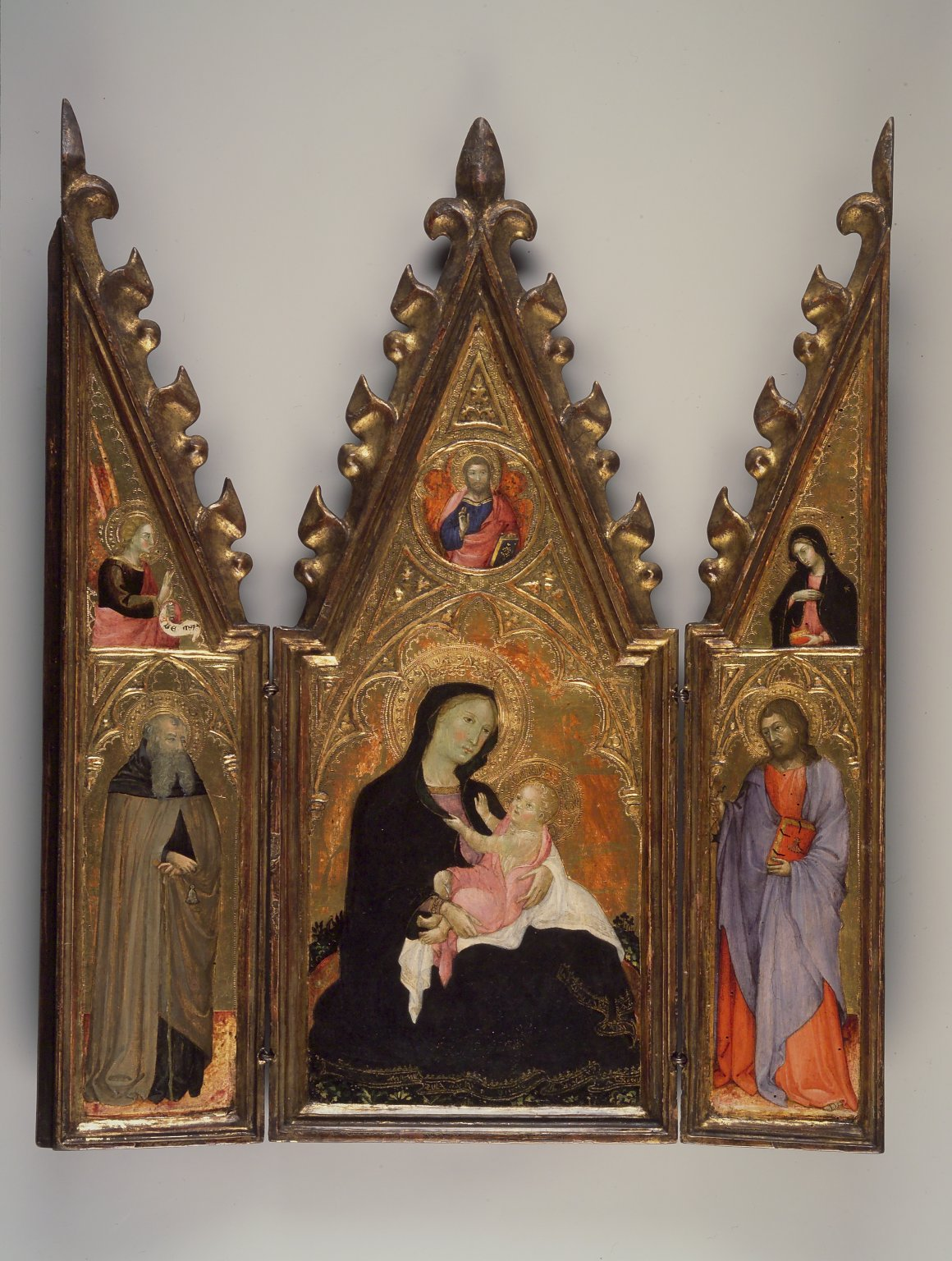
Андреа ди Бартоло. Мадонна Смирение, небольшой домашний альтарь. ок. 1410г., Музей Бруклина
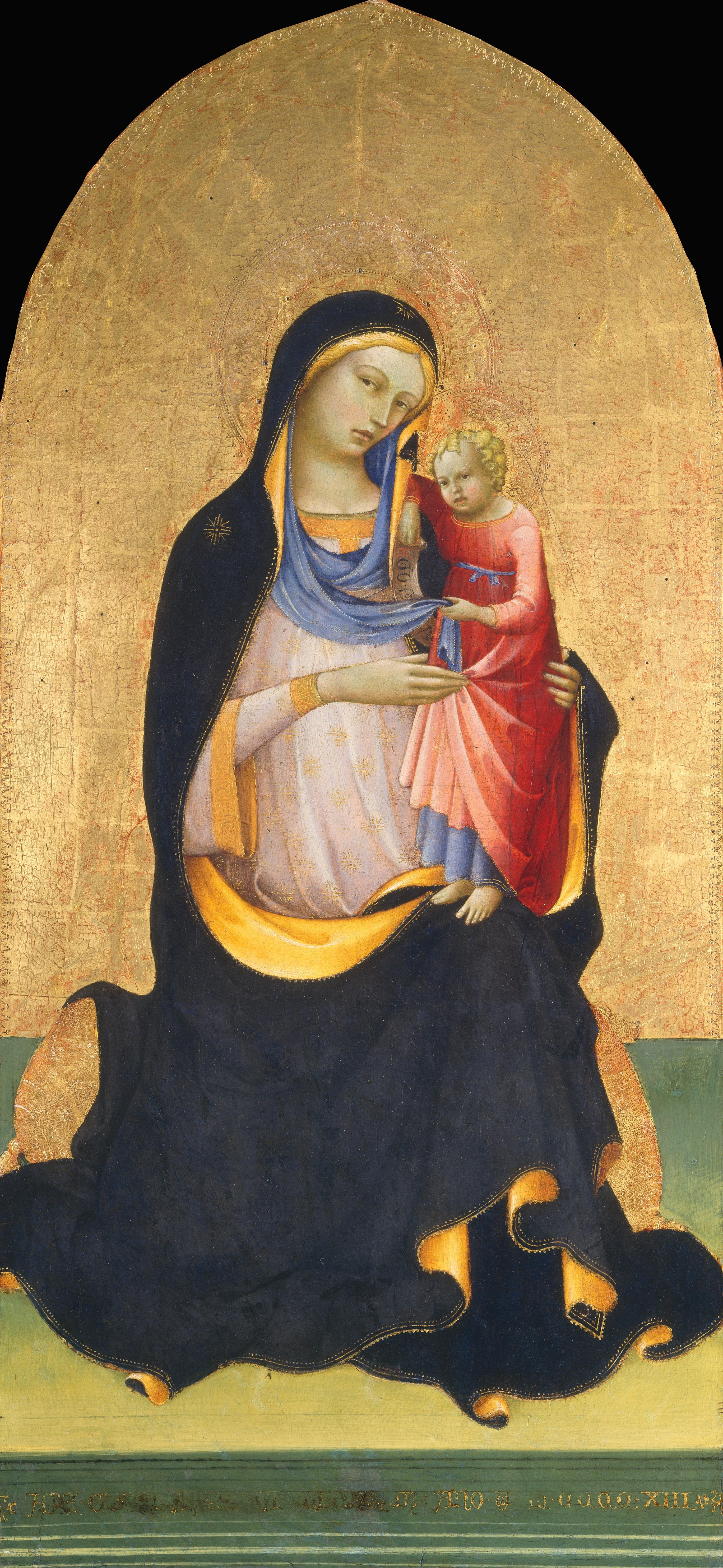
Лоренцо Монако. Мадонна Смирение, 1413г., Национальная галерея искусства, Вашингтон
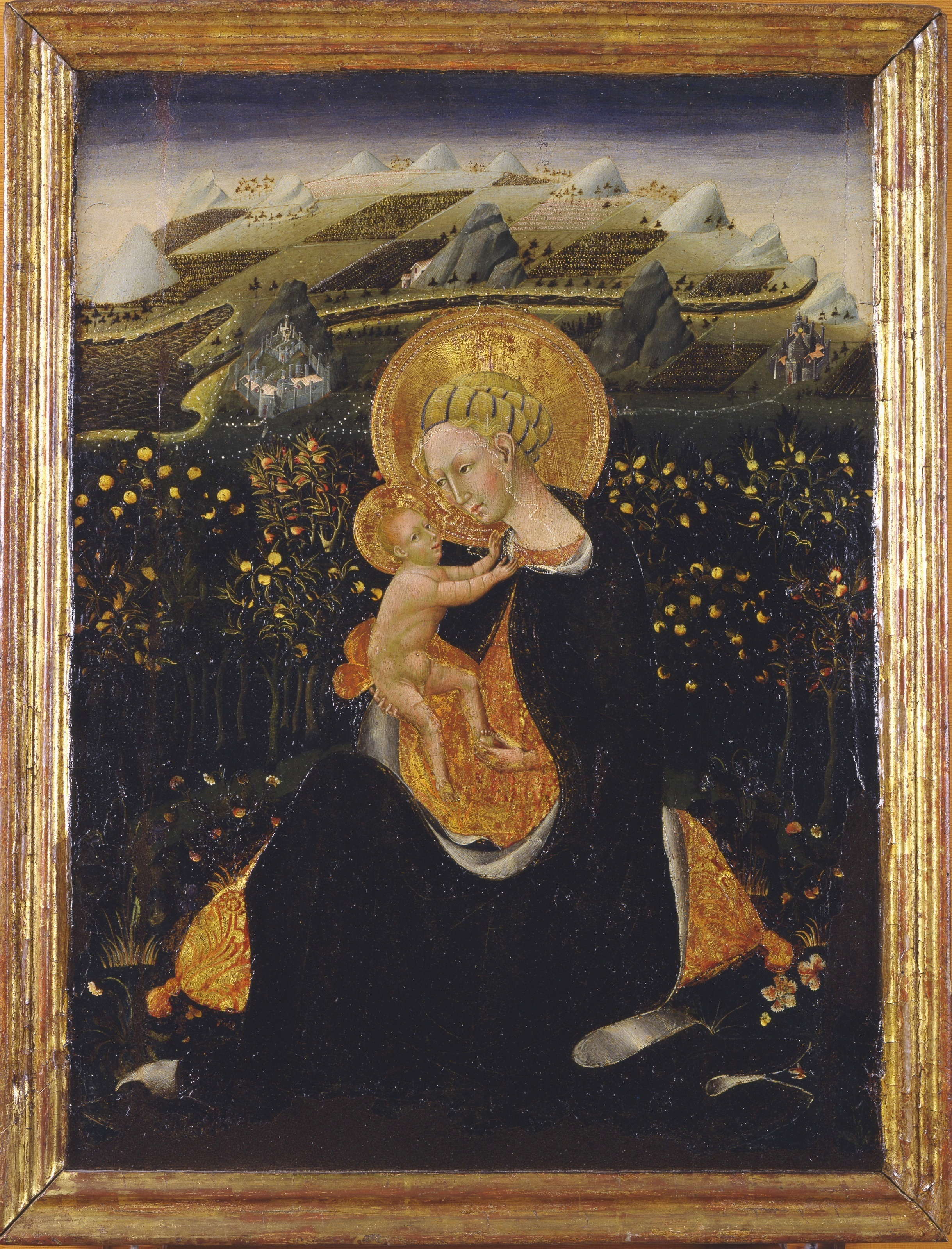
Джованни ди Паоло. Мадонна Смирение. ок. 1435г, Сиена, Пинакотека.